# Contrapasso

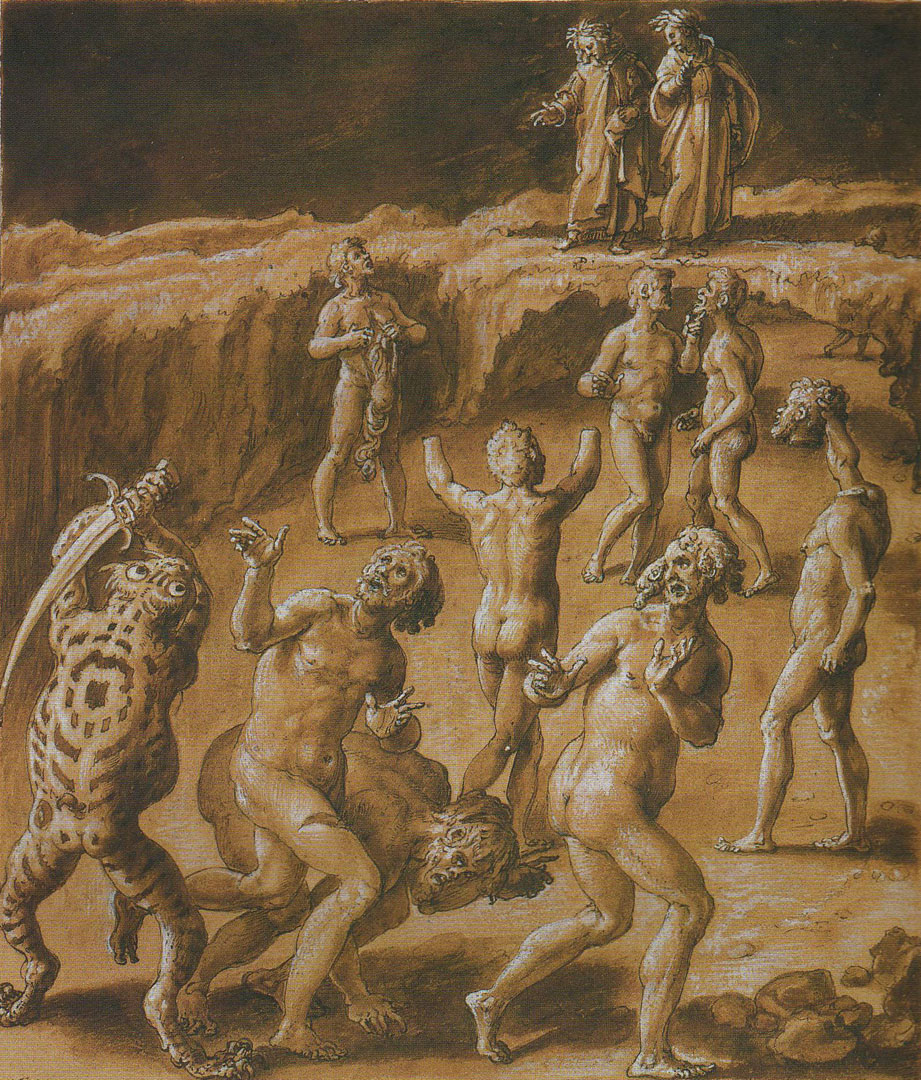
Piekło, pieśń XXVIII. Wergiliusz i Dante obserwują, jak schizmatycy i wprowadzający niezgodę są mieczem rozdzielani od części swojego ciała, ponieważ sami niegdyś rozdzielali ludzi. Odcinane są im przede wszystkim te części ciała, które łączą się z ich grzechem.

Contrapasso – zasada sprawiedliwości, rządząca życiem po śmierci w Boskiej komedii Dantego Alighieri. Według tej zasady cierpienie grzesznika w piekle lub czyśćcu przybierało formę odwetu, było logicznie związane z grzechami, jakich się on dopuścił. W przypadku zbawionych w raju, odpowiednim zasługom odpowiadały właściwe nagrody. Tym samym we wszystkich sferach realizowała się boska sprawiedliwość, a rodzaj cierpienia i nagrody po śmierci było niejako wybrany już przez jednostkę za życia, poprzez dokonywane przez nią czyny.
Zasadę contrapasso wyjaśnia i ilustruje w utworze postać poety Bertrana de Born (krąg ósmy piekła przeznaczony dla schizmatyków i wprowadzających niezgodę): ponieważ za życia miał rozdzierać jedność ojca z synem (poprzez działanie na rzecz skłócenia Henryka II Plantageneta z Henrykiem III), więc po śmierci sam jest rozdarty – poddawany cyklicznej dekapitacji, nosi głowę w ręce, niczym latarnię. Swoje cierpienie komentuje: Słuszność odwetu widzisz w mojej męce (org. Così s'osserva in me lo contrapasso). Tam też termin ten pojawia się po raz pierwszy.
Contrapasso realizuje się zazwyczaj albo w analogii albo w opozycji do danej jednostki i jej czynu. Np. zmysłowi (Piekło, pieśń V, krąg drugi) miotani są silnym wichrem, ponieważ za życia pozwalali, aby miotała nimi namiętność; wróżbici (Piekło, pieśń XX, krąg ósmy) chodzą tyłem, gdyż ich głowy umieszczone są odwrotnie, ponieważ gdy żyli, próbowali spoglądać w niewłaściwą stronę, w przyszłość.
Termin contrapasso, tłumaczony jako "odwet", Dante zaczerpnął od Tomasza z Akwinu, który w swojej Sumie teologicznej przetłumaczył jako contrapassum użyty przez Arystotelesa w Etyce nikomachejskiej zwrot, określający osobę, która cierpi coś w zamian, w odwecie. Tomasz z Akwinu wiązał to pojęcie ze starotestamentowym prawem talionu, sankcjonującym związek pomiędzy srogością kary a ciężarem czynu, jednak Tomasz z Akwinu używał pojęcia contrapassum nie tak dosłownie, jak Dante.
Poza Starym Testamentem idea odpowiedniości kary i przewinienia pojawiała się także w innych pismach (m.in. w Eneidzie Wergiliusza, anonimowej Wizji Tundala i in.). Nowatorstwo Dantego polegało na potraktowaniu tego motywu nie jako sposobu na odpłatę czy zemstę, ale na powiązanie go z wolną wolą – jednostka, wybierając swoją drogę życiową, wybiera też formę istnienia po śmierci.